# Tour 1996
Tour 1996 è la seconda tournée musicale di Mylène Farmer, in supporto del quarto album in studio Anamorphosée.
Il 21 maggio 1997 venne pubblicato l'album dal vivo Live à Bercy, contenente le tracce interpretate durante le date della tournée.

## Scaletta
| N° | Canzone                                    |
| -- | ------------------------------------------ |
| 1  | Ouverture                                  |
| 2  | Vertige                                    |
| 3  | California                                 |
| 4  | Que mon cœur lâche                         |
| 5  | Et tournoie...                             |
| 6  | Je t'aime mélancolie                       |
| 7  | L'autre...                                 |
| 8  | Libertine                                  |
| 9  | L'Instant X                                |
| 10 | Alice                                      |
| 11 | Comme j'ai mal                             |
| 12 | Sans contrefaçon                           |
| 13 | Mylène s'en fout                           |
| 14 | Désenchantée                               |
| 15 | Rêver                                      |
| 16 | Laisse le vent emporter tout               |
| 17 | Tomber 7 fois...                           |
| 18 | Ainsi soit je...                           |
| 19 | La poupée qui fait non (duetto con Khaled) |
| 20 | XXL                                        |

## Date del tour
| Data             | Città       | Paese                       | Sala                             | Spettatori |
| ---------------- | ----------- | --------------------------- | -------------------------------- | ---------- |
| 25 maggio 1996   | Tolone      | Francia (Varo)              | Zénith Oméga                     | 5 000      |
| 31 maggio 1996   | Parigi      | Francia (Parigi)            | Palais omnisports de Paris-Bercy | 15 000     |
| 1º giugno 1996   | Parigi      | Francia (Parigi)            | Palais omnisports de Paris-Bercy | 15 000     |
| 6 giugno 1996    | Bruxelles   | Belgio                      | Forest National                  | 8 000      |
| 11 giugno 1996   | Bordeaux    | Francia (Gironda)           | Patinoire de Mériadeck           | 5 500      |
| 12 giugno 1996   | Tolosa      | Francia (Alta Garonna)      | Palais des Sports André Brouat   | 5 000      |
| 13 giugno 1996   | Montpellier | Francia (Hérault)           | Zénith                           | 4 000      |
| 14 giugno 1996   | Marsiglia   | Francia (Bocche del Rodano) | Le Dôme                          | 7 000      |
| 15 giugno 1996   | Lione       | Francia (Rodano)            | Halle Tony Garnier               | 9 000      |
| 29 novembre 1996 | Tolone      | Francia (Varo)              | Zénith Oméga                     | 7 500      |
| 30 novembre 1996 | Nîmes       | Francia (Gard)              | Arènes de Nîmes(al coperto)      | 9 000      |
| 3 dicembre 1996  | Metz        | Francia (Mosella)           | Galaxie d'Amnéville              | 9 000      |
| 4 dicembre 1996  | Lione       | Francia (Rodano)            | Halle Tony Garnier               | 9 000      |
| 5 dicembre 1996  | Orléans     | Francia (Loiret)            | Zénith d'Orléans                 | 4 000      |
| 6 dicembre 1996  | Lilla       | Francia (Nord)              | Zenith                           | 9 000      |
| 7 dicembre 1996  | Bruxelles   | Belgio                      | Forest National                  | 8 000      |
| 10 dicembre 1996 | Ginevra     | Svizzera                    | Palexpo (Geneva Arena)           | 6 000      |
| 11 dicembre 1996 | Grenoble    | Francia (Isère)             | Palais des sports de Grenoble    | 4 500      |
| 12 dicembre 1996 | Parigi      | Francia (Parigi)            | Palais omnisports de Paris-Bercy | 15 000     |
| 14 dicembre 1996 | Angers      | Francia (Maine e Loira)     | Amphitea 4000                    | 5 000      |
| 15 dicembre 1996 | Caen        | Francia (Calvados)          | Zénith de Caen                   | 5 000      |

## Crediti e personale
Produzione dello spettacolo: Thierry Suc (assieme a Tuxedo Tour)
Concezione dello spettacolo: Mylène Farmer & Laurent Boutonnat
Direzione musicale: Yvan Cassar
Arrangiamenti musicali: Laurent Boutonnat
Creazione coreografie: Mylène Farmer, Christophe Danchaud & Jaime Ortega
Coordinazione coreografie: Christophe Danchaud
Concezione dei decori: Xavier Grosbois & Jean-Michel Laurent - L&G Design
Creazione dei costumi: Paco Rabanne
Concezione delle luci: Fred Peveri
Concezione delle immagini di scena: Gédéon
Ingegnere del suono in sala: Laurent Buisson
Altro ingegnere del suono: Xavier Gendron
Coiffure & Maquillage: Pierre Vinuesa
Fotografo: Claude Gassian
- Coreografie

Mylène Farmer per :
"California", "Je t'aime mélancolie" & "Désenchantée".
Christophe Danchaud per :
"Libertine", "Alice" & "XXL".
Mylène Farmer & Christophe Danchaud per:
"Que mon cœur lâche" & "Sans contrefaçon".
Jaime Ortega per :
"Et tournoie...".
Durata dello spettacolo: 2h circa
Spettatori: 300.000 circa
Sponsors: NRJ & M6
Budget: 12 milioni di euro (80 milioni di franchi) circa
- Ballerini:

Christophe Danchaud
Jermaine Browne
Agustin Madrid Ocampo Jr.
David Matiano
Roberto Martocci
Brian Thomas
- Ballerini-coriste:

Donna De Lory
Valérie Bony
- Musicisti:

Direzione musicale e tastiere: Yvan Cassar
Chitarre: Jeff Dahlgren & Brian Ray
Basso: Jerry Watts Jr.
Batteria: Abraham Laboriel Jr.
Tastiere, chiatarra e percussioni: Susie Davis
Cori: Esther Dobong'Na Essienne & Carole Rowley